# Премено
Премѐно (на италиански: Premeno, на местен диалект: Premèn, Премен) е село и община в Северна Италия, провинция Вербано-Кузио-Осола, регион Пиемонт. Разположено е на 840 m надморска височина. Населението на общината е 773 души (към 2010 г.).